# Municipalitatea Praia, Capul Verde
Praia este un municipalitate (concelho) din Capul Verde. Reședința este Praia, capitala țării, și este situată în sudul insulei Santiago.

## Demografie
| Populația (1940—2013) | Populația (1940—2013) | Populația (1940—2013) | Populația (1940—2013) | Populația (1940—2013) | Populația (1940—2013) | Populația (1940—2013) | Populația (1940—2013) | Populația (1940—2013) |
| --------------------- | --------------------- | --------------------- | --------------------- | --------------------- | --------------------- | --------------------- | --------------------- | --------------------- |
| 1940                  | 1950                  | 1960                  | 1970                  | 1980                  | 1990                  | 2000                  | 2010                  | 2013                  |
| 18.208                | 17.179                | 24.872                | 39.911                | 57.748                | 71.276                | 106.348               | 130.271               | 143.790               |